# Parteienfinanzierung in der Schweiz
Die Parteienfinanzierung in der Schweiz unterscheidet sich in zwei wesentlichen Punkten von jener in den Nachbarländern: Während Deutschland, Österreich, Italien und Frankreich alle für ihre Parteien öffentliche Zuschüsse bereitstellen und gesetzliche Regeln für die Transparenz der Parteifinanzen kennen, fehlt in der Schweiz beides. So auch ein Gutachten aus dem Bundesamt für Justiz. Lediglich die Kantone Genf und Tessin hatten 2011 Regeln für die Offenlegung politischer Spenden. Volksinitiativen für gesetzliche Transparenzvorgaben wurden im Juni 2013 bzw. im September 2014 in den Kantonen Basel-Land und Aargau mit ca. 56 Prozent der Stimmen durch Referenden abgelehnt. Auch "wenn die Schweiz bei der Parteienfinanzierung nicht Anlass zu Skandalen gibt", wird die Parteienfinanzierung auf "nationaler Ebene im Wesentlichen getragen von rund einem Dutzend Unternehmen".
"Parteien in der Schweiz sind Habenichtse". Sie bleiben im "Miliz-System" der schweizerischen Demokratie weiterhin freiwillige Organisationen von Bürgern und unterliegen als solche keiner öffentlichen Kontrolle. Parlamentarische Vorstösse, dies zu ändern, fanden bislang keine Mehrheit in den eidgenössischen Räten. Nach Ansicht von Gernet ist aber "deutlich darauf hinzuweisen, dass die Ausübung der Volksrechte (Referendum, Volksinitiative) heute vorwiegend durch 'interessiertes Geld' ermöglicht wird." Gerade für die Schweiz erscheint bedeutsam, dass "finanzkräftige Interessenverbände und mobilisierungsfähige soziale Bewegungen die Parteien in Abstimmungskämpfen überflügeln."
Am 10. Oktober 2017 wurde die Eidgenössische Volksinitiative «Für mehr Transparenz in der Politikfinanzierung (Transparenz-Initiative)», welche [veraltet] derzeit beim  Bundesrat hängig ist, eingereicht.

## Einnahmen der Parteien
Für die private Finanzierung von politischen Parteien und Wahlkampagnen bestehen weder Vorschriften noch Einschränkungen. Gemäss den Statuten der Parteien finanzieren diese sich aus folgenden Quellen:
- Jahresbeiträge der Mitglieder;
- Spenden und Schenkungen;
- Erträge aus dem Verkauf von Produktionen und Dienstleistungen;
- Beiträge der Parlamentsfraktionen;
- besondere Beiträge von Parlamentarierinnen und Parlamentariern, von Richterinnen und Richtern sowie von Magistratspersonen, die der Partei angehören (Mandatssteuer, siehe: Mandatsträgerbeitrag).

Bei FDP, CVP und SVP ist es gängige Praxis, von den Kandidaten für das nationale Parlament „Beiträge für die Finanzierung der Wahlkampagne einzufordern“, wobei offenbleibt, ob es sich um Leistungen aus eigenen Mitteln oder um von den Kandidaten eingeworbene Spenden handelt.
"Manche Parteien verfügen nur über relativ geringe Einkünfte aus Mitgliedsbeiträgen, so dass sie finanziell von Interessengruppen abhängig werden." Parteienfinanzierung durch Verbände spielt aber in der Schweiz eine untergeordnete Rolle, "weil die Verbände mit ... ihrer Mobilisierungskraft (Organisation, Finanzen), ihrer Expertise und ihren Netzwerken durch das Vernehmlassungsverfahren sowie Referendum und Initiative ... direkten Politikeinfluss ausüben können." Für die FDP, die CVP und die SVP agieren spezifische Fördervereinigungen bzw. Stiftungen als Spendensammler. Auch die SP betreibt ein professionelles Fundraising, das jährlich nahezu 1 Mio. CHF einbringt.
Die Eidgenossenschaft finanziert weder die politischen Parteien noch die Wahlkampagnen direkt. Gemäss dem Parlamentsressourcengesetz (PRG) erfolgt jedoch seit 1970 eine öffentliche Finanzierung zugunsten der Mitglieder der eidgenössischen Räte und der Fraktionen. Diese jährliche Finanzierung der Fraktionen, die zur Deckung der Kosten ihrer Sekretariate dient, setzt sich aus einem Grundbeitrag von CHF 94.500 pro Fraktion und einem Beitrag von CHF 17.500 pro Fraktionsmitglied zusammen (Art. 12 PRG). Die Gesamtsumme dieser Finanzierung entspricht für das Budget des Bundes gegenwärtig einem Betrag von etwa CHF 4,8 Millionen.
Die Fraktionsbeiträge aus dem Bundeshaushalt gemäss Parlamentsressourcengesetz (PRG, SR 171.21) gelten als äusserst bescheiden. Selbst die grossen Fraktionen erhalten weniger als 2 Millionen CHF im Jahr. Um 2010 betrug der Sockelbetrag CHF 50.000 pro Fraktion; hinzu kamen CHF 9.000 pro Mitglied. Noch 1970 wurde "dadurch eine Professionalisierung des Milizparlaments befürchtet oder vor Parteien als Kostgängern des Staates gewarnt".
Auch wenn die vom Institut für öffentliche Verwaltung in Lausanne (IDHEAP) publizierten Budgets "nur einen Teil der parteilichen Finanzrealität" abbilden, lohnt es sich festzuhalten, dass im Jahre 2006 die externe Finanzierung der Parteien bei durchschnittlich 70 % lag (FDP 94 %, CVP und SVP je 75 %, SP 62 % und Grüne 60 %).
Insbesondere Schweizer Unternehmen unterstützen politische Parteien finanziell, wobei die Kriterien dafür und die Begünstigten in der Regel nicht öffentlich bekannt gemacht werden. Von dieser Praxis wichen 2012 die Grossbanken Credit Suisse und UBS ab, welche ankündigten, die Parteien im Verhältnis ihrer Parlamentsmandate mit je insgesamt einer Million Franken pro Jahr zu unterstützen. Die Credit Suisse will alle Parteien unterstützen, die UBS dagegen nur diejenigen, die sich "eindeutig zu Wettbewerb und Marktwirtschaft bekennen".
Hilmar Gernet nannte in seinem Buch (Un-)heimliches Geld die Firmen Credit Suisse, Novartis, Roche, Nestle und (bis 2009) UBS als wichtigste Geldgeber von FDP, CVP und SVP. Nach seiner Ansicht setzem sich gerade Publikumsaktiengesellschaften im Hinblick auf Corporate-Goverance-Aspekte „einem beachtlichen Reputationsrisiko aus, wenn sie ihren Aktionären Rechenschaft über die heimliche Parteienfinanzierung geben müssen“.
Seit dem 1. Januar 2011 können von Privatpersonen geleistete Mitgliederbeiträge und Spenden an politische Parteien vom steuerbaren Einkommen abgezogen werden, sofern die Partei im Parteienregister eingetragen ist, in einem kantonalen Parlament vertreten ist oder in einem Kanton bei den letzten Wahlen des kantonalen Parlaments mindestens drei Prozent der Stimmen erreicht hat. Für die direkte Bundessteuer ist höchstens ein Gesamtbetrag von CHF 10.000 abzugsfähig; die Kantone legen den entsprechenden Höchstbetrag für ihre Steuern selbst fest.

## Ausgaben der Parteien
Bei den Schweizer Parteien fallen neben den Aufwendungen für den laufenden Betrieb einer Parteiorganisation (im Bund, in den Kantonen und in den Gemeinden) und den Kosten für die Wahlwerbung auf allen drei Ebenen des politischen Systems ggfs. auch Ausgaben für eine Beteiligung an Kampagnen für Volksinitiativen und Referenden an. Von daher sollten die Gesamtausgaben je Wahlberechtigten höher sein als in Ländern ohne umfangreiche Volksrechte. Für die Gesamtkosten der Parteitätigkeit in verschiedenen Demokratien hat die Carl von Ossietzky Universität Oldenburg in den 1990er Jahren Vergleichsdaten vorgelegt. Danach lagen die Pro-Kopf-Ausgaben für den Parteienwettbewerb in der Schweiz jedoch durchaus im Mittelfeld, etwa auf dem Niveau der USA. Offenbar gleichen die Schweizer Parteien Mehrkosten der direkten Demokratie durch sparsamen Mitteleinsatz in anderen Bereichen (etwa beim flächendeckenden, hauptberuflich tätigen Parteiapparat) wieder aus.
Das Gesamtbudget der Bundes-FDP betrug im Jahre 2008 CHF 3.073.000. Das Jahresbudget der Bundes-CVP betrug in den (Nichtwahl-)Jahren 1998 und 200 2,1 bis 2,4 Mio. CHF, im Wahljahr 1999 3,65 Mio. CHF. Die bundesweite Wahlkampagne verursachte bei der CVP also Mehrkosten von ca. 1,5 Mio. CHF. Für 2011 nannten einige Bundesparteien ihre Wahlkampfbudgets: CVP 3 Mio. CHF, SP 1,2 Mio. CHF und Grüne 120.000 CHF. "FDP, SVP und BDP machten keine Angaben". Bereits 1987 sind für "die Wahlwerbung in Printmedien ... rund 7,5 Mio. Franken ausgegeben worden."
"Eine Ständeratskandidatur im Kanton Bern kostet zwischen 63.000 und 190.000 Franken." Zusätzlich weist Hanspeter Kriesi, der die Kosten von Abstimmungskampagnen der Jahre 1981 bis 2006 untersucht hat, daraufhin "ausschlaggebend sei Geld nur bei Abstimmungen, die auf der Kippe stehen." Guido Schommer, Generalsekretär der FDP, meint, die finanzielle Grössenordnung von Referendumskampagnen sollte nicht überschätzt werden: "Viele Kampagnen müssen ganz ohne Mittel oder mit ... Budgets von weniger als einer Million auskommen."
In Auseinandersetzung mit der verbreiteten These, die Ergebnisse von Abstimmungen würden durch den verstärkten Einsatz finanzieller Mittel bestimmt, weisen Hanspeter Kriese und Laurent Bernhard darauf hin, dass vielfach die Empfehlung des Bundesrats ausschlaggebend sein kann bzw. dass die bürgerlichen Parteien über eine "natürliche Mehrheit" in der schweizerischen Politik verfügen.

## Verzicht auf gesetzliche Vorgaben
Die Schweiz gehört zu den wenigen europäischen Ländern, die über keine besonderen gesetzlichen Bestimmungen zu den politischen Parteien verfügen, weder zu deren Finanzierung noch zur Finanzierung von Wahlkampagnen. Die GRECO, eine Organisation des Europarates, empfahl der Schweiz daher im Jahr 2011, Vorschriften über die Buchführung und Offenlegung von Spenden durch die Parteien einzuführen. Der Bundesrat lehnte dies ab, weil seiner Meinung nach mehr Transparenz die Spender und Sponsoren der Parteien abschrecken würde und letztendlich eine staatliche Parteienfinanzierung zur Folge haben würde.
Im November 2014 hat der Bundesrat dem Europarat als endgültigen Entscheid mitgeteilt, dass er "die Finanzierung der Parteien nicht gesetzlich regeln will". Die Landesregierung begründet ihre Entscheidung mit Eigenheiten des politischen Systems (direkte Demokratie, Föderalismus, kantonale Autonomie, politisches Milizsystem) und verweist auf die Wahrnehmung der Bevölkerung, in der "die Finanzierung der Parteien ... noch weitgehend Sache privaten Engagements" sei. Allerdings unterstützten bei einer Bevölkerungsumfrage im Jahre 2000 über drei Viertel der Befragten eine Offenlegung der Parteispenden. Jeweils gut 40 Prozent sprachen sich für bzw. gegen Firmenspenden aus.
Die Finanzierung von politischen Parteien und Wahlkampagnen sowie die Buchführung der Parteien darüber ist in der Schweiz auf Bundesebene gesetzlich nicht geregelt. Dieses Thema ist jedoch regelmässig Gegenstand von parlamentarischen Vorstössen, wobei diese auf Bundesebene bislang nicht zu entsprechenden Gesetzesentwürfen geführt haben.
Die Vorschläge des GRECO stützen sich auf eine Empfehlung des Ministerkomitees des Europarats von 2003 und eine Konvention zur Bekämpfung der Korruption, der die Schweiz 2005 unter Federführung des damaligen Justizministers Christoph Blocher beigetreten ist. "Empfehlungen des GRECO werden durch Arbeitsgruppen vorbereitet, die mit Verwaltungsbeamten und Fachleuten ... besetzt sind". Solche internationalen Vorgaben (wie der Bericht von 2011 zur Schweiz) sollen dann von den nationalen Parlamenten umgesetzt werden.